# Gryon mirum
Gryon mirum är en stekelart som beskrevs av Kononova och Pyotr N.Petrov 2001. Gryon mirum ingår i släktet Gryon och familjen Scelionidae. Inga underarter finns listade i Catalogue of Life.